# Terry McHugh
Terry McHugh (n. 22 august 1963, Clonmel, Munster⁠(d), Irlanda) este un fost sportiv irlandez.

## Aruncarea suliței
Terry McHugh a devenit nu mai puțin de 21 de ori consecutiv (1984-2004) campion al Irlandei în proba de aruncarea suliței. A participat la Jocurile Olimpice de vară din 1988, 1992, 1996 și 2000 dar nu s-a calificat în nicio finală. La Campionatul Mondial din 1993 s-a clasat pe locul zece și la Campionatul European din 1994 a obținut locul șapte. El deține recordul național cu o aruncare de 82,75 m, stabilit pe 5 august 2000 la Londra.

## Bob
În plus McHugh a fost un bober. A participat la Jocurile Olimpice de iarnă din 1992 în proba de bob de două persoane. La Jocurile Olimpice de iarnă din 1998 a fost membrul echipei de bob-2 și bob-4.

## După retragerea din sportul de performanță
Terry McHugh este căsătorit cu o fostă alergătoare din Elveția. Trăiește în Elveția unde este antrenor național.

## Legături externe
- en Terry McHugh la World Athletics
- en Terry McHugh la Olympedia.org